# 아일랜드의 로마 가톨릭 교구 목록
아일랜드의 로마 가톨릭 교구는 4개 관구에 20개 교구로 구성되며 그중 1개 관구와 6개 교구는 북아일랜드에 있다

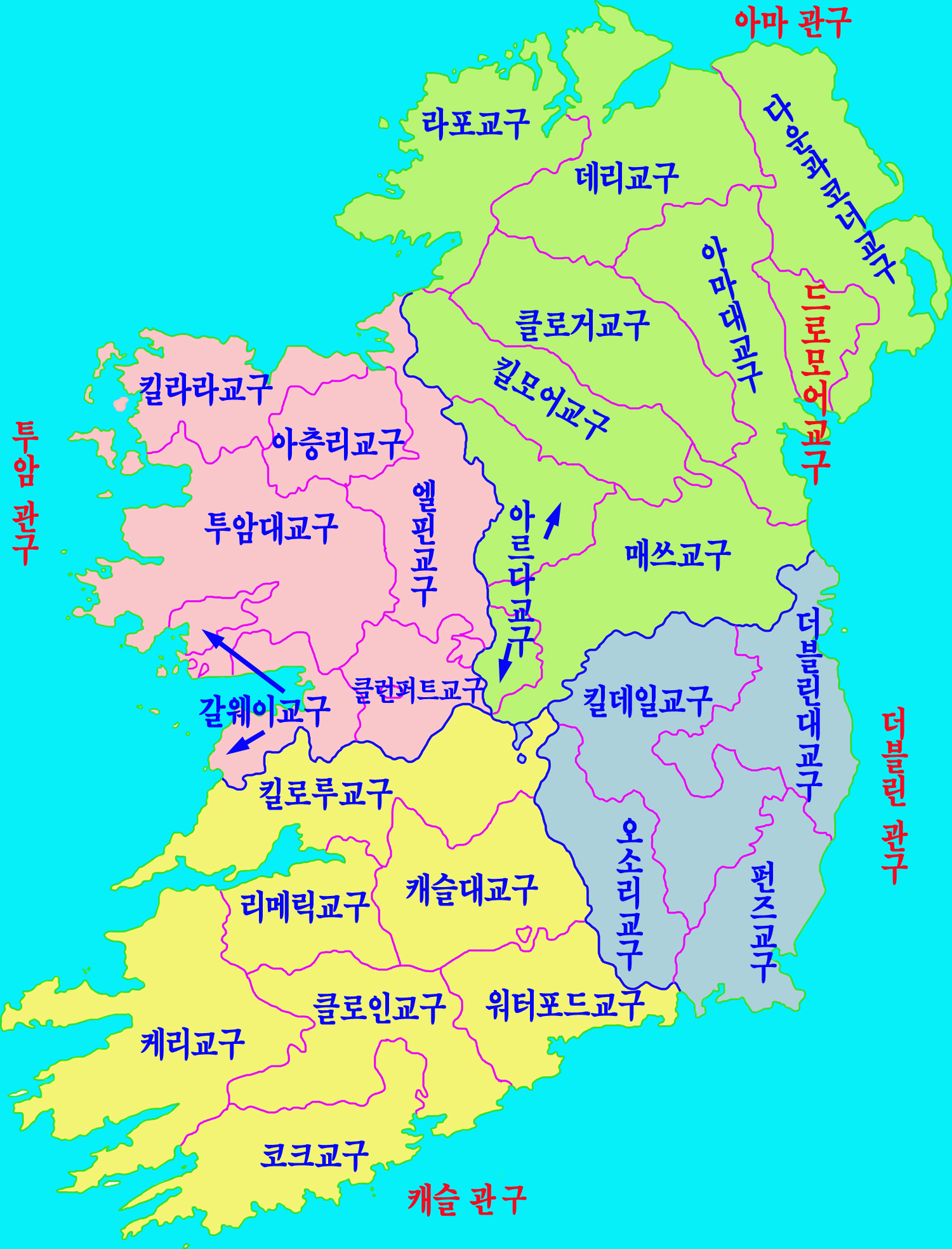
아일랜드의 로마 가톨릭 관구 및 교구 구성도

## 교구

### 아마 관구(province of Armagh)
- 아마 관구장좌 대교구(Archdiocese of Armagh)
- 다운 과 코너 교구(Diocese of Down & Connor)
- 아르다 와 클론맥노이스 교구(Diocese of Ardagh and Clonmacnoise)
- 클로거 교구( Diocese of Clogher)
- 데리 교구( Diocese of Derry)
- 킬모어 교구( Diocese of Kilmore)
- 매쓰 교구( Diocese of Meath)
- 라포 교구( Diocese of Raphoe)
- 드로모어 교구(Diocese of Dromore )

### 캐슬 관구(province of Cashel)
- 캐슬 과 염리 관구장좌 대교구(Archdiocese of Cashel and Emly)
- 클로인 교구(Diocese of Cloyne)
- 코크 와 로스 교구( Diocese of Cork and Ross)
- 케리 교구( Diocese of Kerry)
- 킬로루 교구( Diocese of Killaloe)
- 리메릭 교구 (Diocese of Limerick)
- 워터포드 와 리스모어 교구( Diocese of Waterford and Lismore)

### 더블린 관구(province of Dublin)
- 더블린 관구장좌 대교구( Archdiocese of Dublin)
- 펀즈 교구(Diocese of Ferns)
- 킬데일 과 레이흐린 교구(Diocese of Kildare and Leighlin)
- 오소리 교구( Diocese of Ossory)

### 투암 관구(province of Tuam)
- 투암 관구장좌 대교구(Archdiocese of Tuam)
- 아층리 교구( Diocese of Achonry)
- 클론퍼트 교구( Diocese of Clonfert)
- 엘핀 교구( Diocese of Elphin)
- 갈웨이 와 킬맥더아 와 킬펀노라 교구(Diocese of Galway and Kilmacduagh and Kilfenora)
- 킬라라 교구( Diocese of Killala)